# Crocidura horsfieldii
Crocidura horsfieldii is een zoogdier uit de familie van de spitsmuizen (Soricidae). De wetenschappelijke naam van de soort werd voor het eerst geldig gepubliceerd door Tomes in 1856.

## Voorkomen
De soort komt voor in Sri Lanka, India, China en Nepal.